# Mary Shelley - Un amore immortale
Mary Shelley - Un amore immortale (Mary Shelley) è un film del 2017 diretto da Haifaa al-Mansour.
Con protagonista Elle Fanning nel ruolo di Mary Shelley, la pellicola narra la storia d'amore tra la scrittrice ed il poeta Percy Bysshe Shelley.

## Trama
Primo decennio del XIX secolo. Mary Wollstonecraft Godwin, figlia della filosofa Mary Wollstonecraft e dello scrittore politico William Godwin, passa la sua adolescenza nei sobborghi di Londra. Sua madre è morta pochi giorni dopo la sua nascita, così lei vive col padre, la sua seconda moglie e i figli di quest'ultima, tra cui la sorellastra Claire Clairmont che le è molto affezionata. Mary, profondamente intelligente, si diletta a inventare storie di fantasmi, ma il padre ritiene il suo talento ancora troppo acerbo. In seguito ad alcuni screzi con la sua matrigna, la manda dunque a studiare presso dei suoi amici in Scozia, dove spera possa trovare opportunità per far evolvere il suo stile. Qui la ragazza incontra Percy Bysshe Shelley, giovane poeta vicino agli ambienti radicali. Tra i due nasce subito una forte attrazione: al ritorno di Mary a Londra, Percy chiede a William Godwin di poter essere suo apprendista allo scopo di frequentarla.
La relazione tra i due si intensifica. Un giorno la ragazza scopre che lui è già sposato e ha una figlia; tuttavia viene rassicurata dall'evidenza che Percy non ami sua moglie. I due dichiarano il loro amore a Godwin, ma questi non dà la sua benedizione, ritenendo che una relazione non convenzionale non sia adatta a Mary. I due decidono così di scappare insieme in Francia e portano con sé anche Claire. Mary e Percy hanno una figlia insieme, ma la loro storia presenta ben presto delle difficoltà: Percy, sostenitore della poligamia, vorrebbe addirittura che Mary avesse degli amanti, mentre lei si sente legata a lui. Inoltre la vita lussuosa che i due conducono li spinge a essere sempre sommersi da debiti.
Una notte di pioggia i due sono costretti a scappare dai creditori; in seguito a questo la bambina muore, e ciò causa una frattura nel loro rapporto.
Claire nel frattempo diventa amante di Lord Byron e rimane incinta, così questi la invita a passare un periodo, assieme a Mary e Percy, nella sua villa a Ginevra, dove è ospite anche il medico e scrittore John William Polidori. Qui, in un clima di eccessi e magnificazioni del proprio ego, Percy ha modo di scatenare il proprio estro, mentre Mary, parlando con Polidori, si rende conto di quanto Lord Byron sia egocentrico e tenda a sottomettere chi gli sta accanto. Gradualmente, la donna capisce di non apprezzare quella vita. Durante una notte di pioggia, Byron lancia ai suoi amici una sfida: li invita a scrivere ciascuno una storia di fantasmi per poi decidere quale sarà la migliore. Polidori dichiara di voler scrivere una storia ispirata al suo amico/aguzzino Lord Byron, che si chiamerà Il Vampiro, e a causa di questo verrà deriso.
Nel frattempo la moglie di Percy si suicida e Lord Byron rivela a Claire di non considerarla altro che una delle sue tante amanti. I tre lasceranno dunque la sua villa, tornando in Inghilterra.
Prendendo a cuore la sfida lanciata da Byron, Mary inizia a scrivere Frankenstein, romanzo nel quale mette tutto il dolore e il risentimento per le rinunce e la solitudine causatele dalla vita con Percy. Il romanzo che ne risulta è straordinario, ma Mary incontra numerose difficoltà nel trovare una casa editrice che lo pubblichi: non ritenendo una giovane donna in grado di scrivere un'opera simile, pensano che Percy sia il vero autore e che usi la propria compagna come prestanome a causa della sua cattiva reputazione. Infine un editore accetta di pubblicare il libro, a patto che sia in forma anonima e che la prefazione venga curata da Percy; questi ne è entusiasta, ma Mary comprende che in questo modo l'opinione pubblica attribuirà il libro totalmente a lui. Incapaci di accordarsi, i due si separano.
Il libro, nonostante l'anonimato, riscuote un grandissimo successo. Mary incontra per un'ultima volta Polidori, il cui libro è stato pubblicato a nome di Lord Byron, che gliel'ha rubato. I due riflettono sul fatto che entrambi hanno scritto una storia su un mostro ispirandosi a una persona che poi si è appropriata indebitamente della storia stessa.
Intanto Godwin, consapevole che l'opera appartenga a sua figlia, organizza una presentazione alla quale invita sia Mary che Percy. Quest'ultimo, chiamato a presentare il libro, rivela pubblicamente di non esserne l'autore, ma la fonte d'ispirazione per il mostro, e riconosce infine la paternità di Mary, puntualizzando che lei è una donna libera, intelligente e non ha bisogno di nessuno per avere successo. I due si riappacificano e si sposano, mentre Godwin curerà la seconda edizione del romanzo che sarà finalmente firmato da Mary Shelley.
Delle didascalie informano che quest'ultima e Percy vivranno insieme fino alla di lui prematura morte; Claire avrà una bambina di nome Allegra che morirà all'età di dieci anni, mentre Polidori, depresso e pieno di debiti, si suiciderà. Mary continuerà la sua attività di scrittrice fino alla morte.

## Produzione
Originariamente il titolo della pellicola era A Storm In The Stars.
Le riprese del film sono iniziate il 20 febbraio 2016 a Dublino e ad inizio marzo si sono poi spostate in Lussemburgo.

## Promozione
Il primo trailer del film viene diffuso il 13 aprile 2018.

## Distribuzione
La pellicola è stata presentata in anteprima mondiale al Toronto International Film Festival il 9 settembre 2017, e successivamente al 35° Torino Film Festival.
Il film è stato distribuito nelle sale cinematografiche statunitensi a partire dal 25 maggio 2018 ed in video on demand dal 1º giugno dello stesso anno, mentre nelle sale italiane dal 29 agosto 2018.